# Diddley bow

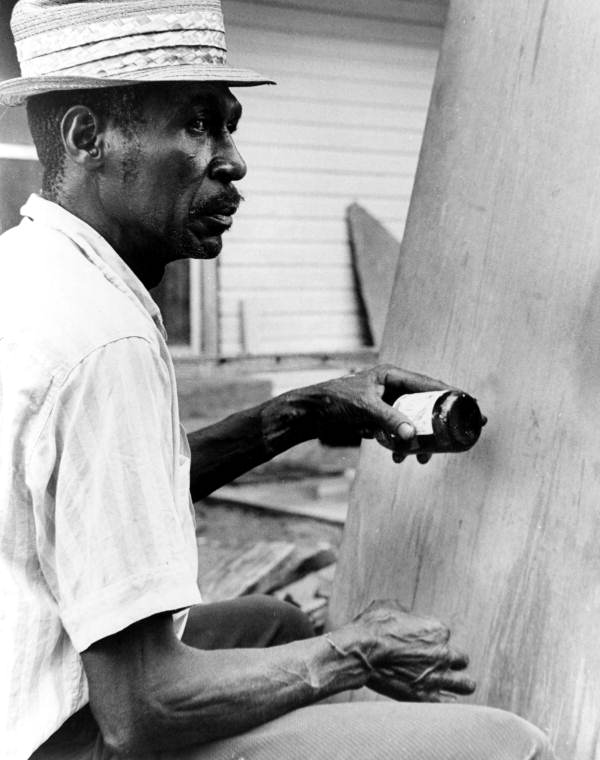
Moses Williams spelar diddley bow 1982 med en flaska som slide.

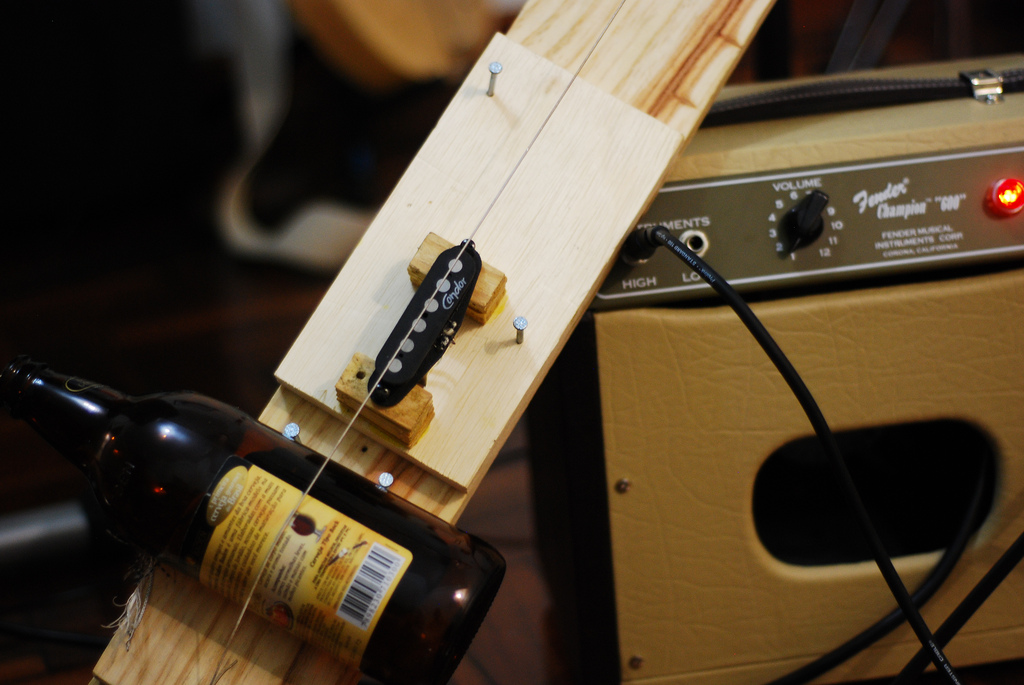
Elförstärkt diddley bow.

En diddley bow, även kallad bo diddley, jitterbug, one-string eller unitar, är ett enkelt ensträngat musikinstrument som i princip består av en ståltråd spänd mellan ett par skruvar/spik (på en planka, dörrpost, vägg - eller var som helst annars) och med en flaska som kombinerad "resonanslåda" och stall. Det spelas med en slide (ofta är även denna en flaska) och kan ses som en enkel steelgitarr. Instrumentet förekommer i den amerikanska Södern och anses härstamma ur afrikanska ensträngade instrument. Under 1800-talet var det antagligen vanligt, men vid mitten av 1900-talet användes det främst av barn. Många kända bluesmusiker, som exempelvis Buddy Guy, Elmore James och Hubert Sumlin, spelade diddley bow innan de fick sin första gitarr.